# Kirby Puckett
Pour les articles homonymes, voir Puckett.

Kirby Puckett (né le 14 mars 1960 à Chicago - mort le 6 mars 2006) était un joueur américain de baseball. Il a joué de 1984 à 1995 pour les Twins du Minnesota et a été élu au Temple de la renommée du baseball en 2001.

## Biographie
Il évolue en Ligue majeure avec les Twins du Minnesota de 1984 à 1995, remportant deux Séries mondiales, en 1987 et 1991. Cette dernière année, il est élu joueur par excellence de la Série de championnat de la Ligue américaine où les Twins triomphent des Blue Jays de Toronto avant d'aller vaincre les Braves d'Atlanta pour le titre ultime de la saison.
En 1989, sa moyenne au bâton de ,339 est la meilleure du baseball majeur et il remporte le championnat des frappeurs de la Ligue américaine. Sa moyenne au bâton de ,318 en carrière le place numéro un des frappeurs droitiers de la Ligue américaine sur la deuxième moitié du XXe siècle. À quatre reprises durant sa carrière il mène la Ligue américaine et 3 fois les deux ligues majeures pour les coups sûrs en une saison. Il réussit 1 000 coups sûrs pendant ses premières 5 saisons et 2 000 pendant ses premières 10 saisons. 
Invité 10 fois au match des étoiles, Puckett est nommé meilleur joueur du match de cette classique de mi-saison en 1993. Il reçoit 6 Gant doré et 6 Bâton d'argent comme meilleur joueur défensif et offensif, respectivement, de la Ligue américaine à la position de voltigeur de centre.
Puckett frappe 207 circuits au cours de sa carrière de 12 saisons, dont un sommet personnel de 31 en 1986.
En mars 1996, il développe un glaucome à l'œil droit et ne put jamais retourner dans les Ligues majeures. Il est élu au Temple de la renommée du baseball en 2001, à sa première année d'éligibilité. 
Il meurt d'un accident vasculaire cérébral en 2006. À 45 ans, il est le second plus jeune membre du Temple de la renommée à perdre la vie, après Lou Gehrig.

### Palmarès

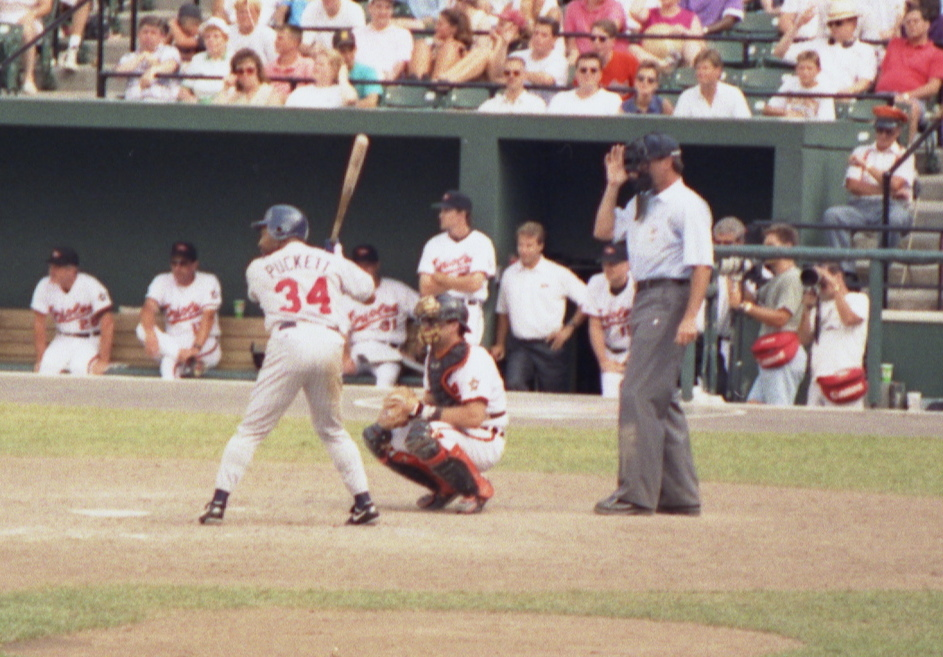
Kirby Puckett, le numéro 34, au bâton contre Baltimore le 17 juillet 1993.

- Champion frappeur de la Ligue américaine avec la meilleure moyenne au bâton (,339) de la saison 1989 du baseball majeur
- Meneur de la Ligue américaine 4 fois pour les coups sûrs (1987-1989, 1992)
- Meneur du baseball majeur 3 fois pour les coups sûrs (1988, 1989, 1992)
- Meneur de la Ligue américaine pour les points produits avec 112 durant la saison 1994.
- Membre de l'équipe d'étoiles dix fois (1986-1995)
- Meilleur joueur du match des étoiles en 1993
- Gagnant d'un Gant doré six fois (1986-1989, 1991, 1992)
- Gagnant d'un Bâton d'argent six fois (1986-1989, 1992, 1994)
- Gagnant des Séries mondiales de 1987 et 1991 avec les Twins du Minnesota
- Joueur par excellence de la Série de championnat 1991 de la Ligue américaine
- Moyenne au baton en carrière de ,318
- Meneur de la franchise des Twins du Minnesota (depuis son arrivée au Minnesota en 1961) pour les coups sûrs[2], les points marqués[3], les doubles[4], le total de buts[5] et les présences au bâton[6]
- Récipiendaire du prix Roberto Clemente en 1996
- Numéro d'uniforme 34 retiré par les Twins du Minnesota le 25 mai 1997[7]
- Élu au Temple de la renommée du baseball en 2001

### Statistiques
| Parties jouées | AB   | R    | H    | 2B  | 3B | HR  | RBI  | SB  | CS | BB  | SO  | BA   | OBP  | SLG  | TB   | SH | HBP |
| 1783           | 7244 | 1071 | 2304 | 414 | 57 | 207 | 1085 | 134 | 76 | 450 | 965 | .318 | .460 | .477 | 3453 | 23 | 56  |